# Puerto Castilla (Hondures)
Puerto Castilla és una vila situada a la badia de Trujillo, al Departament de Colón a 9,7 km al nord d'aquesta ciutat i a 560 km de Tegucigalpa i situat en una illa artificial fou creada per la construcció de canals. Durant l'època de la colonització espanyola, s'hi van construir fortificacions i el port fou revitalitzat a la dècada de 1970, quan s'hi va construir una nova carretera. En Puerto Castilla es troba un poblat de pescadors garifunes, la seu d'una base militar d'Hondures i un port comercial.

## Poble garífuna

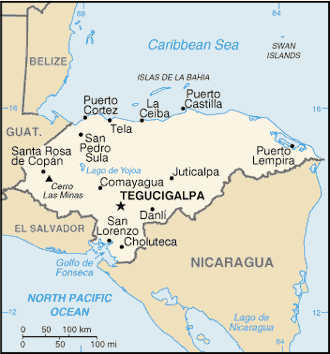
Mapa d'Hondures

El 18 de maig de 1889 es va concedir la zona de La Puntilla, que és el nom que rebia la zona en aquella època Puerto Castilla a la comunitat garífuna de Cristales i Río Negro per part del General Luis Bogran, que els va concedir la propietat de tres milles d'ample per dotze de llarg.
Puerto Castilla va ser durant un temps la seu de la "División Castilla" de l'empresa americana United Fruit Company i es va especialitzar en l'exportació de la banana Gros Michel. Aquesta divisió fou tancada a finals de la dècada de 1930 perquè les seves plantacions de plataners van patir la malaltia de Panamà.
El 9 d'abril de 1921 la Truxillo Railroad Company va adquirir 239 hectàrees de terreny de la zona que pertanyia als garífunes que els la van cedir per un terme de 99 anys i que els va retornar el juliol de 1942. El 17 de novembre de 1977 l'estat hondureny va cancel·lar el dret d'assentament d'aquest territori que tenia la comunitat garífuna de Cristales i Río Negro i va atorgar aquestes terres a l'Empresa Nacional Portuària. Segons testimonis orals els garífunes foren obligats amb la força de les armes a cedir les terres de la Puntilla el 1976. El 1996 aquesta empresa va vendre o cedir cinc mançanes de terre a la companyia Intermares que volia construir-hi una processadora de peix.

## El port

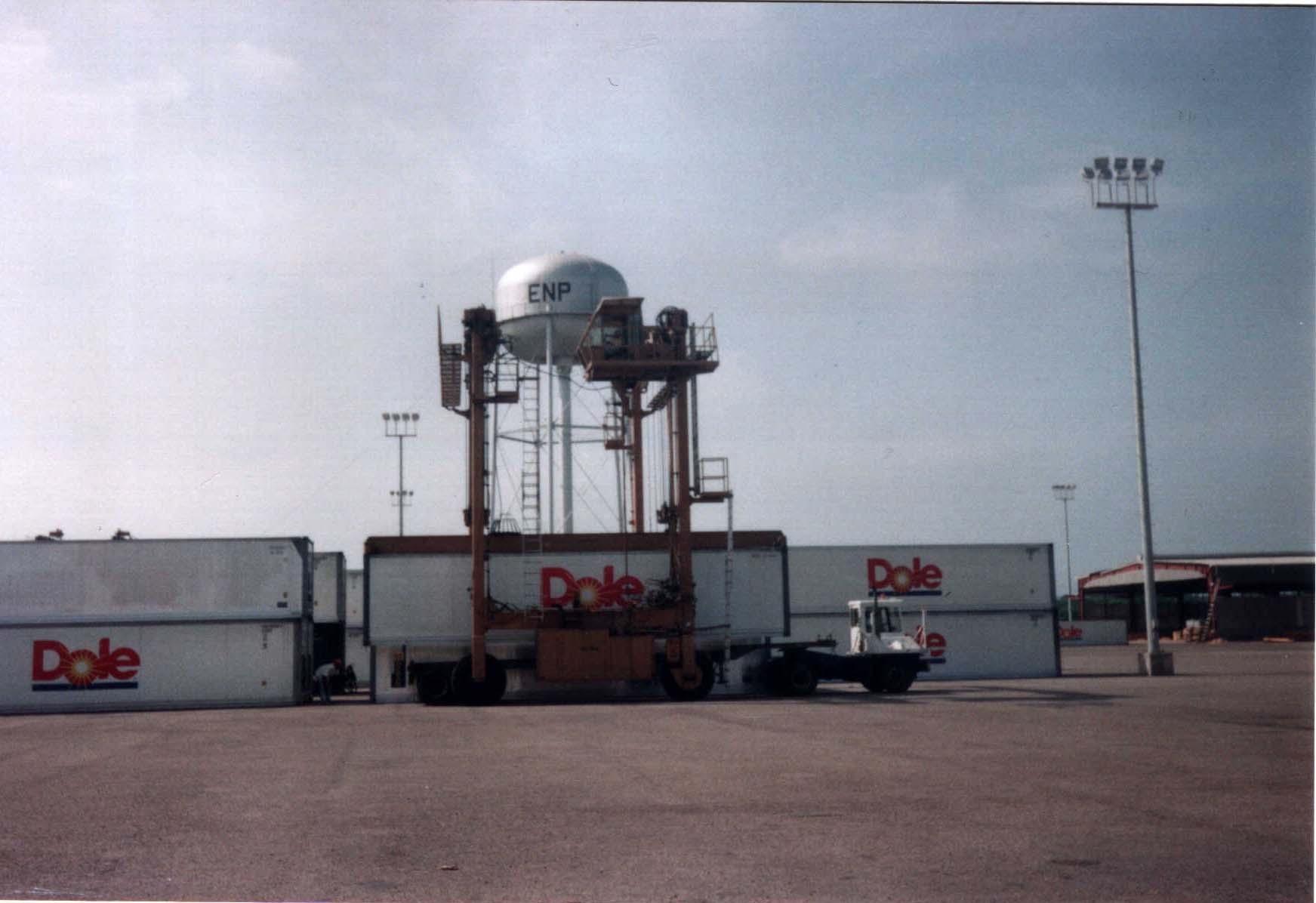
Activitat al port de Puerto Castilla, juliol de 1994

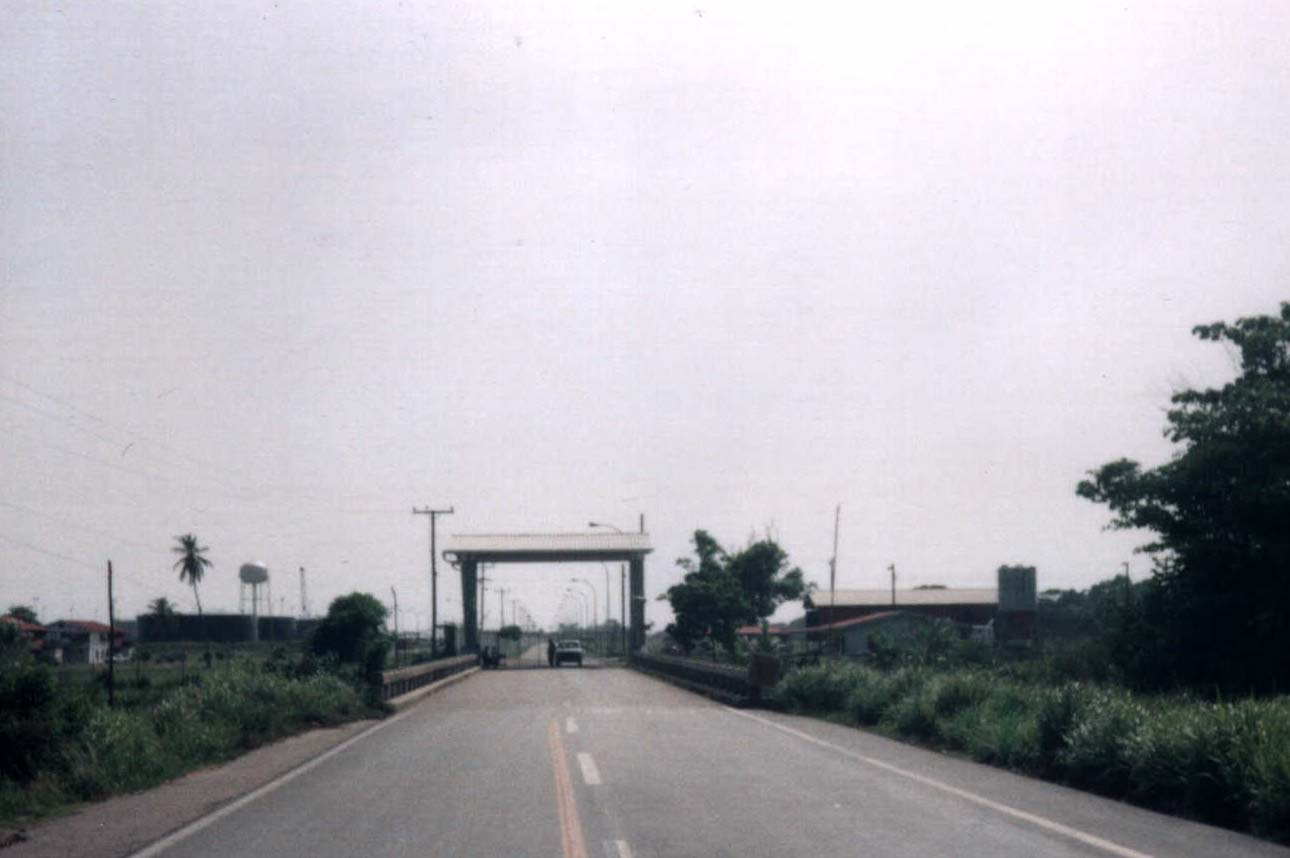
Entrada al port de Puerto Castilla, juliol de 1994

El port té una profunditat de 23,2 metres i és considerat un port molt petit.
El port de Puerto Castilla fou encarregat el 1984 i és explotat per l'Empresa Nacional Portuaria d'Hondures. El segon port segons el tràfic de la costa atlàntica del país. L'empresa que en fa més ús és la Dole Fruit Company, que exporta plàtans mitjançant naus frigorífiques. El 1992 el port va exportar més de 520.000 tones de material. El 1998 l'huracà Mitch va provocar danys a les plantacions que van fer baixar el tràfic comercial; el 1999 només s'hi van exportar 73.000 tones de materials. En l'actualitat a la regió hi ha grans plantacions d'oli de palma a la regió.

## Actualitat
A la dècada de 2010 s'ha amenaçat als habitants garífunes que haurien d'anar a viure a Plan Grande, un poble garífuna situat a l'oest de la mateixa Bahía de Trujillo en el qual no hi ha infraestructures ni vies de comunicació, ja que hi ha la intenció que a la zona de Puerto Castilla s'hi construeixi una ciudad modelo.
El 29 d'agost de 2014 es va desallotjar una extensió de cinc hectàrees de la comunitat garífuna de Puerto Castilla i la comunitat pateix especulacions immobiliàries per tal de poder fer una ciudad modelo en aquesta zona.